# Styren
Stiren hay vinyl benzene hoặc phenyl ethene là một hợp chất hữu cơ có công thức hóa học C6H5-CH=CH2. Đây là chất lỏng gốc benzen không màu, nhẹ hơn nước, không tan trong nước, dễ bay hơi và có vị hơi ngọt tuy nhiên khi đậm đặc thì có mùi khó chịu.
Styren là chất được dùng để sản xuất polystyren và nhiều polyme khác. Có khoảng 25 triệu tấn styren được sản xuất trong năm 2010.
Styren được sử dụng trong xốp và góp phần làm phát triển ung thư, giảm thị lực, thính giác và gây tổn thương hệ thần kinh.

## Tính chất vật lý
Styren là chất lỏng không màu, nhẹ hơn nước và không tan trong nước nhưng tan nhiều trong dung môi hữu cơ.

## Tính chất hóa học
Cấu tạo phân tử có đặc điểm giống êtilen và có đặc điểm giống benzen nên có tính chất giống anken vừa có tính chất giống benzen. Styren có phản ứng cộng với Br2,H2,HBr,...vào liên kết đôi.
Phản ứng trùng hợp: styren với nhiệt độ cùng với xúc tác ra Polystyren.